# Devils & Dust
Devils & Dust — 13-й студийный альбом Брюса Спрингстина, и его третий фолковый альбом (после Nebraska и The Ghost of Tom Joad). Он был выпущен 25 апреля 2005 года в Европе и 26 апреля в США. Пластинка дебютировала в альбомном чарте Billboard 200.

## Маркетинг
28 марта 2005 года титульный трек впервые появился на AOLmusic.com. Спустя день трек был выпущен для iTunes.
Диск также был выпущен в формате DualDisc. На одной стороне диска находились песни с альбома, а на другой стороне в DVD формате — специальный контент.
Сеть Starbucks также приняла участие в продажах альбома. В поддержку альбома Брюс решил провести концертное турне -Devils & Dust Tour.

## Продажи
Альбом стал для Спрингстина седьмым, занявшим первое место в чартах, и одновременно четвёртым, сделавшим это в первую неделю продаж. К февралю 2006 года пластинка получила золотой статус в США, всего продажи составили 650,000 копий к ноябрю 2008 года.

## Награды
Брюс Спрингстин за этот альбом получил 5 номинаций на премию Грэмми.

## Список композиций
1. «Devils & Dust» — 4:58
2. «All the Way Home» — 3:38
3. «Reno» — 4:08
4. «Long Time Comin'» — 4:17
5. «Black Cowboys» — 4:08
6. «Maria’s Bed» — 5:35
7. «Silver Palomino» — 3:22
8. «Jesus Was an Only Son» — 2:55
9. «Leah» — 3:32
10. «The Hitter» — 5:53
11. «All I’m Thinkin' About» — 4:22
12. «Matamoros Banks» — 4:00

## Чарты
| Год  | Чарт             | Позиция | Продажи |
| ---- | ---------------- | ------- | ------- |
| 2005 | US Billboard 200 | 1       | 650,000 |